# Eleição municipal de Criciúma em 2016
A eleição municipal de Criciúma em 2016 foi realizada em um turno, que ocorreu no dia 2 de outubro de 2016. A cidade foi às urnas para eleger um prefeito, um vice-prefeito e 17 vereadores Criciúma, no Estado de Santa Catarina, no Brasil. O prefeito eleito foi Clésio Salvaro, do PSDB, com 75,87% dos votos válidos. Para o Legislativo Municipal, o candidato mais votado foi o vereador eleito Arleu da Silveira (PSDB), que recolheu 3.431 votos (3,15% dos votos válidos).

## Campanha
Em sua corrida pela reeleição, Clésio Salvaro prometeu cortar secretárias e cargos comissionários, cobrar do governador um maior policiamento na cidade de Criciúma, gastar menos com a máquina pública, investir mais nas pessoas e ser mais eficiente quanto a arrecadação. Assim apostando numa frase: "Você já me conhece", remetendo ao antigo mandato de Prefeito, as conquistas que conseguiu e ser familiar para o eleitorado.

## Resultados

### Prefeito
Primeiro turno
Quatro candidatos disputaram o cargo de Prefeito de Criciúma. O candidato Mais votado, Clésio Salvaro (PSDB), ganhou a disputa em turno único.
| Candidato(a)              | Vice                     | 1º Turno | 1º Turno    |
| Candidato(a)              | Vice                     | Votação  | Votação     |
| Candidato(a)              | Vice                     | Total    | Porcentagem |
| ------------------------- | ------------------------ | -------- | ----------- |
| Clésio Salvaro (PSDB)     | Ricardo Fabris (PSDB)    | 82.959   | 75.87%      |
| Márcio Búrigo (PP)        | Acélio Casagrande (PMDB) | 13.018   | 11.91%      |
| Fábio Brezola (PT)        | Juliano Mazzini (PT)     | 11.890   | 10.87%      |
| Odelondes de Souza (PSOL) | Rodrigo Maciel (PCB)     | 1.472    | 1.35%       |
| Total de votos válidos    | Total de votos válidos   | 26.460   | 22,03%      |
| Votos em branco           | Votos em branco          | 3.512    | 2,94%       |
| Votos nulos               | Votos nulos              | 6.467    | 5,42%       |
| Total de votos apurados   | Total de votos apurados  | 119.318  | 84,222%     |
| Abstenção                 | Abstenção                | 22.349   | 15,78%      |
| Total de eleitores        | Total de eleitores       | 141.667  | 100%        |

### Vereador
Dezessete vereadores foram eleitos no dia 2 de outubro de 2016. Entre eles, duas mulheres. O vereador mais votado foi Arleu da Silveira (PSDB), com 3.431 votos, ou 3,15% dos votos. O partido com a maior representação foi o PSDB (5), seguido por PMDB e PSD, cada um com três vereadores.
| Partido            | Partido            | Candidato              | Votos   | Porcentagem |
| ------------------ | ------------------ | ---------------------- | ------- | ----------- |
|                    | PSDB               | Arleu da Silveira      | 3431    | 3.15%       |
|                    | PP                 | Daniel Freitas         | 3423    | 3.15%       |
|                    | PMDB               | Paulo Ferrarezi        | 3133    | 2.88%       |
|                    | PSDB               | Julio Kaminski         | 2634    | 2.42%       |
|                    | PSDB               | Dailto Feuser          | 2499    | 2.3%        |
|                    | PMDB               | João Batista Belloli   | 2347    | 2.16%       |
|                    | PSD                | Salesio Lima           | 2137    | 1.96%       |
|                    | PSD                | Camila do Nascimento   | 2042    | 1.88%       |
|                    | PSB                | Julio Colombo          | 2020    | 1.86%       |
|                    | PP                 | Valmir Dagostim        | 2013    | 1.85%       |
|                    | PMDB               | Antonio Manoel         | 2010    | 1.85%       |
|                    | PRB                | Aldinei Potelecki      | 2003    | 1.84%       |
|                    | PSDB               | Geovana Zanette        | 1978    | 1.82%       |
|                    | PSC                | Jair Augusto Alexandre | 1976    | 1.82%       |
|                    | PSD                | Zairo Casagrande       | 1962    | 1.8%        |
|                    | PMDB               | Ademir Honorato        | 1949    | 1.79%       |
|                    | PSDB               | Moacir Dajori          | 1944    | 1.79%       |
| → Votos brancos    | → Votos brancos    | → Votos brancos        | 5.728   | 4,80%       |
| → Votos nulos      | → Votos nulos      | → Votos nulos          | 4.802   | 4,02%       |
| Total apurado      | Total apurado      | Total apurado          | 119.318 | 84,222%     |
| Abstenção          | Abstenção          | Abstenção              | 22.349  | 15,78%      |
| Total de eleitores | Total de eleitores | Total de eleitores     | 141.667 | 100%        |